# Orpheus Pledger
Orpheus Pledger es un actor australiano, más conocido por haber interpretado a Tycho Everson en la serie Silversun, a Noah Parkin en la serie Neighbours y a Mason Morgan en la serie Home and Away.

## Biografía
Tiene un hermano menor llamado, Orien Pledger.

## Carrera
Entre 2002 y 2003 apareció en comerciales televisivos para la mantequilla "Western Star".
En 2003 dio vida a Lewis Harfield en la serie CrashBurn, ese mismo año apareció en la serie Welcher & Welcher donde dio vida al hijo de Quentin C. Welcher (Shaun Micallef).
En 2004 se unió al elenco de la serie Silversun donde interpretó a Tycho Everson, el hijo del oficial de ingeniería  Steve (Teague Rook) y de la oficial de navegación Karen Everson (Jesse Spence).
En 2006 apareció como invitado en la serie policíaca Blue Heelers donde interpretó a Olek Jasinski en el episodio "Going Down Swinging", anteriormente había aparecido por primera vez en la serie en el 2002 donde interpretó a Scott Robbins durante el episodio "The Last Jar".
El 27 de julio de 2011 apareció como personaje recurrente en la serie australiana Neighbours donde interpretó al problemático estudiante Noah Parkin, hasta el 29 de noviembre del mismo año, después de que decidiera irse luego de que su obsesión con su maestra Kate Ramsay llegara al límite.
El 7 de junio del 2016 se unió al elenco principal de la popular serie australiana Home and Away donde dio vida a Mason Morgan, el hermano menor de Tori Morgan (Penny McNamee), Justin Morgan (James Stewart) y Brody Morgan (Jackson Heywood), hasta el final de la serie el 27 de noviembre del 2019 después de que su personaje fuera asesinado a tiros durante un asedio en el hospital.

## Filmografía

### Series de televisión
| Año         | Título                | Personaje      | Notas                           |
| ----------- | --------------------- | -------------- | ------------------------------- |
| 2016 - 2019 | Home and Away         | Mason Morgan   | 330 episodios                   |
| 2014        | House Husbands        | Ian            | episodio # 3.4                  |
| 2011        | Neighbours            | Noah Parkin    | 37 episodios                    |
| 2006        | Blue Heelers          | Olek Jasinski  | episodio "Going Down Swinging"  |
| 2005        | McLeod's Daughters    | Max Wakefield  | episodio "Body and Soul"        |
| 2005        | Scooter: Secret Agent | Joven Beast    | episodio "Operation: Beast Boy" |
| 2004        | Silversun             | Tycho Everson  | 26 episodios                    |
| 2003        | CrashBurn             | Lewis Harfield | 13 episodios                    |
| 2003        | Welcher & Welcher     | -              | episodio "The Winslow Boy"      |
| 2002        | Marshall Law          | Freddie        | episodio Snorting Charlie"      |
| 2001        | The Secret Life of Us | James          | 2 episodios                     |

### Películas
| Año  | Título            | Personaje | Notas                                                                         |
| ---- | ----------------- | --------- | ----------------------------------------------------------------------------- |
| 2004 | Replacing Bradley | Bradley   | corto - junto a Jeremy Kewley, Trudy Hellier, Jenny Seedsman y William Houten |